# Polygenis bohlsi
Polygenis bohlsi är en loppart som först beskrevs av Wagner 1901.  Polygenis bohlsi ingår i släktet Polygenis och familjen Rhopalopsyllidae.

## Underarter
Arten delas in i följande underarter:
- P. b. bohlsi
- P. b. jordani